# Tênh Phông
Tênh Phông là một xã thuộc huyện Tuần Giáo, tỉnh Điện Biên, Việt Nam.

## Địa lý
Xã Tênh Phông có vị trí địa lý:
- Phía đông và phía nam giáp tỉnh Sơn La
- Phía tây giáp các xã  Chiềng Đông, Chiềng Sinh và huyện Mường Ảng
- Phía bắc giáp thị trấn Tuần Giáo và xã Quài Tở.

Xã Tênh Phông có diện tích 56,85 km², dân số năm 2022 là 1.836 người, mật độ dân số đạt 32 người/km².

## Hành chính
Xã Tênh Phông được chia thành 5 bản: Há Dùa, Huổi Anh, Ten Hon, Thẳm Nặm, Xá Tự.

## Lịch sử
Ngày 2 tháng 11 năm 1967, Bộ Nội vụ ban hành Quyết định số 424/QĐ-BNV về việc đổi tên xã Liên Hiệp thành xã Tênh Phông.